# Ronda del Mig
La Ronda del Mig, originàriament Primer Cinturó de Ronda, és una via ràpida de Barcelona que discorre entre la Ronda del Litoral i l'Avinguda Meridiana.
Va ser concebuda al pla d'enllaços de Barcelona de 1907, obra de l'urbanista tolosà Léon Jaussely, si bé la seva execució, amb modificacions importants, s'ha anat allargant gairebé tot el segle xx. En la planificació de l'Ajuntament a la dècada de 1970, es preveia la seva continuïtat des del Guinardó fins al mar, passant per la Sagrera i l'actual Rambla de Prim o bé per la Via Trajana i Ronda de Sant Ramon de Penyafort.

## Recorregut
Està formada pels següents vials:
- Passeig de la Zona Franca
- Plaça d'Ildefons Cerdà
- Rambla de Badal
- Rambla del Brasil
- Gran Via de Carles III
- Plaça de Prat de la Riba
- Ronda del General Mitre
- Plaça de Lesseps
- Travessera de Dalt
- Ronda del Guinardó
- Carrer de Ramon Albó
- Carrer d'Arnau d'Oms
- Carrer de Piferrer
- Avinguda de Rio de Janeiro

La ronda està soterrada entre la plaça d'Ildefons Cerdà i la cruïlla amb el carrer de Mejía Lequerica, i entre la plaça de Prat de la Riba i el carrer del Doctor Fleming, així com un petit tram entre els carrers de l'Escorial i de Sardenya i els passos sota les places de Maria Cristina i de Lesseps (el que hi havia sota el carrer de Muntaner ha estat eliminat). Entre els carrers de Padilla i de Cartagena, la ronda discorria sobre un viaducte doble, el qual va ser enderrocat el 2009.